# Ґядімінас Вагнорюс
Ґядімінас Ваґнорюс (лит. Gediminas Vagnorius; нар. 10 червня 1957) — литовський державний діяч і політик, двічі обіймав посаду прем'єр-міністра Литви.

## Життєпис
Народився в сім'ї робітника та вчительки.
1975 року закінчив Тельшяйську середню школу № 4. 1980 закінчив Вільнюський інженерно-будівельний інститут (нині — Вільнюський технічний університет Гедиміна) за спеціалізацією інженер-економіст.
У 1980–1987 роках працював молодшим науковим співробітником Вільнюського технічного університету, викладачем, навчався в аспірантурі. 1987 року захистив дисертацію, здобувши ступінь кандидата економічних наук. Від 1988 року старший науковий співробітник в Інституті економіки Академії наук Литовської РСР. Має публікації з економіки та політології.
1990 року обраний депутатом Верховної Ради Литви, що невдовзі перетворилась на Відновлювальний Сейм. Був членом Президії Верховної Ради Литви. Від 13 січня 1991 до 22 липня 1992 року обіймав посаду прем'єр-міністра Литовської Республіки. У 1992–1996 роках — член Сейму Литовської Республіки. Від 28 листопада 1996 до 30 квітня 1999 року вдруге очолював уряд. Від 25 листопада 1996 до 18 жовтня 2000 року також був членом Сейму, членом Комітету з державної влади та місцевого самоврядування (від 1 лютого до 30 березня 1999), членом Комітету з адміністративної реформи та місцевого самоврядування (від 28 листопада 1996 до 31 січня 1999), членом Комітету закордонних справ (від 23 травня до 18 жовтня 2000)
До 1993 — безпартійний, згодом — член Союзу Вітчизни (Литовські консерватори), голова його правління.

## Знання мов
Володіє російською та німецькою мовами.

## Родина
Одружений. Має доньку та сина.

## Нагороди
- Медаль Незалежності Литви (1 липня 2000)[2]
- Великий хрест ордена Заслуг перед Республікою Польща (Польща, 9 квітня 1999)[3]